# مارتین فن در هورست
مارتین فن در هورست (انگلیسی: Martin van der Horst؛ زادهٔ ۲ آوریل ۱۹۶۵) بازیکن سابق تیم ملی والیبال هلند است که در المپیک تابستانی ۱۹۹۲ به مدال طلا دست یافت.